# Margery Williams
Margery Williams Bianco (ur. 18 lipca 1881 w Londynie, zm. 4 września 1944 w Greenwich Village) – brytyjsko-amerykańska pisarka znana głównie jako autorka poczytnych książek dla dzieci. Jej najbardziej znanym dziełem jest Aksamitny Królik wydany w 1922, który jest pierwszą z wydanych przez nią książek i doczekał się już ponad 150 wydań.

## Twórczość
- 1902: The Late Returning
- 1904: The Price of Youth
- 1906: The Bar
- 1922: Aksamitny Królik (The Velveteen Rabbit)
- 1925: Poor Cecco
- 1925: The Little Wooden Doll
- 1926: The Apple Tree
- 1927: The Skin Horse
- 1927: The Adventures of Andy
- 1929: All About Pets
- 1929: The Candlestick
- 1931: The House That Grew Smaller
- 1932: The Street of Little Shops
- 1933: The Hurdy-Gurdy Man
- 1934: The Good Friends
- 1934: More About Animals
- 1936: Green Grows the Garden
- 1936: Winterbound
- 1939: Other People's Houses
- 1941: Franzi and Gizi
- 1942: Bright Morning
- 1942: Penny and the White Horse
- 1944: Forward, Commandos!